# 허강역
허강역(학강역, 중국어: 鹤岗站, 병음: hègǎng zhàn)은 중화인민공화국 헤이룽장성 허강시 궁눙구에 위치한 허강 철로(鹤岗铁路)와 허베이 철로(鹤北铁路)의 철도역이다. 1927년에 개장했으며, 하얼빈 철로국에 소속되어 있다.

## 인근 역세권
- 허강 고속버스터미널
- 허강시 민간경제개발국
- 허강시 예술극장
- 철로 중학(铁路中学)
- 허강 경기장
- 하얼빈 은행 허강 분점
- 허강시 철도병원
- 룽윈(龙运) 호텔
- 중국건설은행 철로촌 영업소
- 공농 지구 호반 사회공공 서비스센터
- 허강시 물가국
- 중국은행 허강 역앞 지점
- 허강시 상공국
- 허강 사범학교 부설소학
- 허강시 도농건설국
- 허강시 정부 녹화위원회
- 허강시 환경보호국

## 역사
- 1927년 개장.

## 인접 정차역
| 중국 철로          | 중국 철로   | 중국 철로            |
| ------------------ | ----------- | -------------------- |
| 준더 롄장커우 방면 | 허강 철로   | 시·종착역            |
| 시·종착역          | 허베이 철로 | 베이다링 허베이 방면 |